# Коморско-французские отношения
Коморско-французские отношения — двусторонние дипломатические отношения между Коморами и Францией. Отношения были установлены 1 июля 1978 года.

## История отношений
Земли Коморских островов долгое время находились в составе Франции, но 6 июля 1975 года Коморы получили независимость.
Отношения между странами были установлены 1 июля 1978 года.
27 сентября 2010 года Франция и Коморы подписали новое Соглашение о оборонном партнерстве с целью развития возможностей вооруженных сил Коморских Островов и которое предусматривает сотрудничество в области безопасности на море.
21 июня 2013 года президент Франции Франсуа Олланд и президент Коморских Островов Икилилу Дуанин подписали «Парижскую декларацию о дружбе и сотрудничестве между Францией и Союзом Коморских Островов», направленную на изменение двусторонних отношений. Укрепленный политический диалог начался с создания «Высшего объединенного совета» (ВСП), который собирался пять раз.

## Торговля

### Экспорт Франции на Коморы
В 2021 году Франция экспортировала на Коморы 47,4 миллиона долларов. Основные товары экспорта на Коморы: автомобили (6,73 миллиона долларов), упакованные медикаменты (3,78 миллиона долларов) и мебель (3,74 миллиона долларов). За последние 26 лет экспорт Франции на Коморские острова сократился в годовом исчислении на 2,79%, с 98,9 млн долларов в 1995 году до 47,4 млн долларов в 2021 году.

### Экспорт Комор в Фрацию
В 2021 году Коморы экспортировали во Францию 8,12 миллиона долларов. Основные продукты экспорта во Францию: эфирные масла (5,24 миллиона долларов), ваниль (1,8 миллиона долларов) и промышленное оборудование для приготовления пищи (347 тысяч долларов). За последние 26 лет экспорт Коморских островов во Францию увеличился в годовом исчислении на 1,41%, с 5,65 млн долларов в 1995 году до 8,12 млн долларов в 2021 году.

## Дипломатические миссии
- У Франции есть посольство в Морони[6]
- У Комор есть посольство  в Париже[7]